# Harald Strøm
Harald Aleksander Strøm (ur. 14 października 1897 w Horten, zm. 25 grudnia 1977 w Borre) – norweski łyżwiarz szybki i piłkarz, dwukrotny medalista mistrzostw świata w łyżwiarstwie.

## Kariera
Pierwszy medal na arenie międzynarodowej Harald Strøm wywalczył w 1922 roku, kiedy zwyciężył podczas mistrzostw świata w wieloboju w Oslo. W zawodach tych wyprzedził bezpośrednio swego rodaka Roalda Larsena oraz Clasa Thunberga z Finlandii. Wygrał tam biegi na 5000 i 10 000 m, w biegu na 1500 m był trzeci, a w biegu na 500 m zajął czwarte miejsce. Na rozgrywanych rok później mistrzostwach świata w Sztokholmie był drugi, rozdzielając na podium Clasa Thunberga i Jakowa Mielnikowa z ZSRR. Był tam najlepszy na 10 000 m, trzeci w biegach na 1500 i 5000 m oraz szósty na 500 m. W 1923 roku wywalczył również złoty medal na mistrzostwach Europy w Hamar. Strøm zwyciężył na 5000 m i o zwycięstwo walczył tam z Thunbergiem, który wygrał biegi na 500 i 1500 m. Norweg startował jednak równiej, zajmując drugie miejsce na 1500 i 10 000 m oraz piąte na 500 m. Fin był szósty na 5000 m i siódmy na 10 000 m i ostatecznie wyraźne przegrał ze Strømem.
W 1924 roku wystartował na igrzyskach olimpijskich w Chamonix, gdzie jego najlepszym wynikiem było czwarte miejsce w wieloboju. Walkę o medal przegrał tam z Juliusem Skutnabbem z Finlandii. W poszczególnych biegach Strøm zajmował piąte miejsce na 1500, 5000 i 10 000 m, a w biegu na 500 m był ósmy. Podczas ceremonii otwarcia tych igrzysk był chorążym norweskiej reprezentacji.
Dwukrotnie ustanawiał rekord świata na 5000 m.
Strøm uprawiał także piłkę nożną. Jako zawodnik klubu FK Ørn-Horten zdobył mistrzostwo Norwegii w latach 1920 i 1927. Rozegrał również szesnaście spotkań w barwach reprezentacji Norwegii w piłce nożnej. Za te osiągnięcia w 1921 roku otrzymał nagrodę Egebergs Ærespris.